# Química computacional
La química computacional és una branca de la química que utilitza ordinadors per ajudar a resoldre problemes químics. Utilitza els resultats de la química teòrica, incorporats en algun programari per calcular les estructures i les propietats de molècules i cossos sòlids. Tot i que els resultats obtinguts normalment complementen la informació de proves químiques, poden, en alguns casos, predir fenòmens químics que no han estat experimentats. La química computacional és àmpliament utilitzada en el disseny de nous fàrmacs i materials.
Exemples de propietats i estructures (i de la posició esperada d'àtoms constituents) poden ser l'energia absoluta i relativa, la distribució de càrrega electrònica, el dipol elèctric i moments multipolars superiors, freqüències vibratòries, reactivitat química o altres quantitats espectrals i seccions eficaces per a la col·lisió amb altres partícules.
Els mètodes utilitzats cobreixen situacions estàtiques i dinàmiques. En tots els casos, el temps de càlcul augmenta ràpidament a mesura que la mida del sistema estudiat creix. Aquest sistema pot ser una simple molècula, un grup d'aquestes o un cos sòlid. Aquests mètodes, per tant, es basen en teories que van des de l'alta precisió, però apropiats per a petits sistemes, a les bones aproximacions, però apropiades per a grans sistemes. Els mètodes més precisos són anomenats mètodes ab initio, els quals es basen totalment en la teoria dels primers principis. Els menys precisos són anomenats empírics o semiempírics, pel fet que són obtinguts de resultats experimentals, sovint d'àtoms o molècules relacionades, s'usen en conjunt a la teoria.

## Història
Sobre la base dels descobriments i la teoria a la història de la mecànica quàntica, els primers càlculs teòrics en química van ser els de Walter Heitler i Fritz London el 1927. Els llibres que van influenciar els inicis de la química quàntica computacional inclouen: Introduction to Quantum Mechanics - with Applications to Chemistry de Linus Pauling i E Bright Wilson, 1935; Quantum Chemistry de Henry Eyring, John Walter i George Kimball, 1944; Elementary Wave Mechanics - with Applications to Quantum Chemistry de Walter Heitler, 1945 i més tard el llibre Valence de Charles Coulson, els quals van servir de referència primària per als químics en dècades posteriors.
Amb el desenvolupament d'una eficient tecnologia computacional, durant els anys 1940, les solucions d'elaborades equacions d'ona per complexos sistemes atòmics comencen a ser un objectiu realitzable. A principis dels anys 1950 van ser duts a terme els primers càlculs orbitals atòmics semiempírics. Químics teòrics es van convertir en una gran quantitat d'usuaris dels primers ordinadors digitals. Una molt detallada descripció d'aquest ús al Regne Unit està donat per Smith i Sutcliffe. El primer càlcul ab initio va ser el mètode de Hartree-Fok sobre molècules diatòmiques, el qual es va dur a terme el 1956 a l'Institut Tecnològic de Massachusetts utilitzant un conjunt base d'orbitals de tipus Slater. Per a molècules diatòmiques, un estudi sistemàtic utilitzant un conjunt funcional mínim i els primers càlculs dels més grans conjunts de bases van ser publicats per Ransil i Nesbet respectivament el 1960. El primer càlcul poliatòmic usant òrbites gaussianes van ser portats a terme a finals dels anys 1950. Els primers càlculs d'interacció de configuracions van ser realitzats a Cambridge a l'ordinador EDSAC als anys 50 per S. Francis Boys i els seus companys de treball, utilitzant orbitals gaussians. El 1971, quan una bibliografia de càlculs ab initio va ser publicada, les molècules més grans incloses van ser la naftalina i l'azulè. Resums de molts dels primers desenvolupaments a la teoria ab initio han estat publicades per Schaefer.
El 1964, càlculs del mètode Hückel, que són un simple mètode CLOA per a la determinació de l'energia d'electrons d'òrbites moleculars de {\displaystyle \pi } electrons en sistemes conjugats d'hidrocarburs, que van des de sistemes senzills com ara el butadiè o el benzè fins a l'ovalè amb 10 anells fusionats de 6, van ser generats en ordinadors a Berkeley i Oxford. Aquests mètodes empírics van ser substituïts als anys 1960 per mètodes semiempírics com CNDO.
A principis dels anys 1970, eficients programes computacionals ab initio com ara ATMOL, Gaussian, IBMOL i POLYAYTOM comencen a ser utilitzats per a accelerar els càlculs ab initio d'òrbites moleculars. D'aquests programes només Gaussian, massivament expandit, està encara en ús, sent un dels més utilitzats avui en dia. Al mateix temps, els mètodes de mecànica molecular, com ara MM2, van ser desenvolupats principalment per Norman Allinge.
Una de les primeres vegades que el terme "química computacional" va ser esmentat es poden trobar en el llibre Computers and Their Role in the Physical Sciences de 1970, escrit per Sydney Fernbach i Abraham Haskell Taub, on diuen: "Sembla, per tant, que la 'química computacional' pot finalment ser més i més una realitat". Durant els 70', diferents mètodes comencen a ser vistos com a part d'una nova disciplina emergent de química computacional. La primera publicació del jornal de química computacional va ser publicat el 1980.

## Conceptes
El terme química teòrica pot ser definit com una descripció matemàtica de la química, mentre que la química computacional és normalment usat quan un mètode matemàtic està prou ben desenvolupat que pot ser automatitzat mitjançant una implememtació computacional. Recordeu que les paraules exacte i perfecte no apareixen aquí, ja que molt pocs aspectes de la química poden ser calculats de manera exacta. No obstant això, gairebé qualsevol aspecte de la química pot ser descrit de manera qualitativa o aproximadament quantitativament mitjançant un esquema computacional.
Les molècules estan conformades de nuclis i electrons, de manera que els mètodes de la mecànica quàntica poden aplicar-s'hi. Químics computacionals sovint intenten resoldre la no-relativista equació de Schrödinger, amb correccions relativistes agregades, encara que alguns progressos han estat fets resolent l'equació de Schrödinger relativista per complet. Teòricament, és possible resoldre l'equació de Schrödinger, ja sigui en la seva forma temps-dependent o independent de manera apropiada per a poder ser manejada, però això a la pràctica només és possible per a sistemes molt petits. Per tant, un gran nombre de mètodes d'aproximació s'esforcen per arribar de la millor manera la disjuntiva entre precisió i cost computacional. La precisió pot sempre ser millorada incrementant el cost computacional. La química computacional d'aquest pot calcular amb exactitud de manera rutinària les propietats de les molècules que contenen més de 40 electrons. Errors per a l'energia poden estar sota 1 kcal/mol. Per a les geometries, la mida de les cadenes pot ser predit als pocs picòmetres si els angles de les cadenes amb {\displaystyle 0.5^{\text{o}}}. El tractament de grans molècules que contenen desenes d'electrons és computacionalment tractable mitjançant un mètode d'aproximació com ara la teoria del funcional de la densitat (DFT, de l'anglès density functional theory). Hi ha certa controvèrsia en el camp a causa de si els últims models són suficients per descriure reaccions químiques complexes, com les presents a la bioquímica. Grans molècules poden ser estudiades per mitjà de mètodes aproximats semiempírics. Fins i tot les molècules més grans són tractades per mètodes de la mecànica clàssica que són anomenats mecànica molecular.
A la química teòrica, químics, físics i matemàtics desenvolupen algorismes i programari per predir propietats atòmiques i moleculars i per trobar els camins que porten a les reaccions químiques. Per contra, els químics computacionals poden simplement aplicar els programes i metodologies existents per a les preguntes químiques específiques. Hi ha dos aspectes diferents per a la química computacional:
- Estudis computacionals que es poden dur a terme per tal de trobar un punt de partida per a la síntesi de laboratori o per ajudar en l'enteniment de la data experimental, com ara la posició i fonts espectroscòpiques peaks.
- Estudis computacionals que poden ser usats per a predir molècules fins ara totalment desconegudes o explorar mecanismes de reacció que no han estat fàcils d'estudiar mitjançant experiments.

Així, la química computacional pot ajudar els químics experimentals o els pot desafiar a trobar objectes químics totalment nous.
Dins de la química computacional destaquen algunes àrees importants:
- La predicció de l'estructura molecular de les molècules per l'ús de simulació de forces, o més precisió en els mètodes de la química quàntica, per trobar punts estacionaris sobre les hipersuperfícies d'energia com la posició dels nuclis que és variada.
- Emmagatzematge i recerca de dades en entitats químiques.
- Identificar correlacions entre estructures químiques i propietats.
- Enfocaments computacionals per ajudar a una eficient síntesi de components.
- Enfocaments computacionals per dissenyar molècules que interaccionin de manera específica amb altres molècules (per exemple disseny de fàrmacs).

## Mètodes
Una fórmula molecular donada pot representar un nombre de molècules isòmeres. Cada isòmer és un mínim local d'energia sobre la superfície (anomenat energia potencial de superfície) creada de l'energia total (energia dels electrons més l'energia de repulsió dels nuclis) com una funció de coordenades de tots els nuclis. Un punt estacionari és una geometria tal que la derivada de l'energia respecte a tots els desplaçaments dels nuclis és zero. Un mínim local (d'energia) és un punt estacionari on tots aquests desplaçaments condueixen a un augment d'energia. El més baix mínim local és anomenat mínim global i correspon a l'isòmer més estable. Si hi ha un canvi en una coordenada en particular que porti a una disminució de l'energia total en les dues direccions al punt estacionari és un estat de transició i la coodenada és la coordenada de reacció. Aquest procés de determinar els punts estacionaris s'anomena optimització geomètrica.
La determinació de l'estructura molecular via optimització geomètrica es va convertir en una rutina només quan mètodes eficients per al càlcul de la primera derivada de l'energia respecte a totes les coordenades atòmiques estiguessin disponibles. L'avaluació de les segones derivades permet la predicció de les freqüències vibratòries suposant moviments harmònics. Les freqüències estan relacionades amb els valors propis de la matriu de segones derivades (la matriu Hessiana). Si els valors propis són tots positius, aleshores les freqüències són totes reals i el punt estacionari és un mínim local. Si un valor propi és negatiu (una freqüència imaginària), el punt estacionari és un estat de transició. Si més d'un valor propi és negatiu, el punt estacionari és més complex encara, i normalment de poc interès. Quan es troba, cal moure la recerca fora d'ell, si s'està buscant un mínim local i un estat de transició.
L'energia total està determinada per una solució aproximada de l'equació de Schrödinger dependent del temps, normalment incloent termes no relativistes, i fent ús de l'aproximació de Born-Oppenheimer, la qual, basada en les més altes velocitats dels electrons en comparació amb els nuclis, permetent la separació de moviments electrònics i nuclears, simplificant l'equació de Schrödinger. Això condueix a l'avaluació de l'energia total com una suma d'energia electrònica en les posicions fixes del nucli més l'energia de repulsió d'aquest. Una notable excepció la constitueixen els enfocaments anomenats química quàntica directa, els quals tracten els electrons i els nuclis de la mateixa manera. Mètodes del funcional de densitat i mètodes semiempírics són variants del tema principal. Per a cada sistema gran, l'energia total relativa pot ser comparada utilitzant mecànica molecular. Les formes de determinar l'energia total per predir l'estructura molecular són: els mètodes ab initio, mètodes del funcional de densitat, mètodes semiempírics i empírics, mecànica molecular, mètodes per a cossos sòlids i dinàmica química.

### Mètodesab initio
Els programes utilitzats en química computacional estan basats en diferents mètodes de la química quàntica que resolen l'equació de Schrödinger associada al hamiltonià molecular. Mètodes que no inclouen cap paràmetre empíric o semiempíric en les seves equacions (sent derivades directament de principis teòrics, sense la inclusió de dades experimentals), són anomenats mètodes ab initio. Això no implica que la solució sigui exactament una, són tots càlculs aproximats de mecànica quàntica. Això significa que una aproximació és rigorosament definida sobre la base dels primers principis (teoria quàntica) i la seva resolució és amb un marge d'error que és qualitativament conegut per endavant. Si mètodes numèrics iteratius han estat empleats, la meta és iterar fins a obtenir la màxima precisió que la màquina pugui donar (el millor que és possible amb una mida de paraula de l'ordinador finit i amb les aproximacions matemàtiques i/o físiques realitzades).
El tipus més simple de càlcul d'estructura electrònica ab initio és el mètode de Hartree-Fok (HF), una extensió de la teoria d'òrbita molecular, en la qual la correlacionada repulsió electró-electró no és específicament presa en compte; només el seu efecte mitjà és inclòs en els càlculs. Com la mida de les bases de conjunt és incrementat, l'energia i la funció d'ona tendeixen a un límit anomenat el límit Hartree-Fok. Molts tipus de càlculs, coneguts com a mètodes post Hartree-Fok, comencen amb un càlcul Hartree-Fok per corregir posteriorment la repulsió electró-electró, coneguda també com a correlació electrònica. Com que aquests mètodes són portats al límit, la solució obtinguda s'aproxima a la solució exacta de l'equació no relativista de Schrödinger. Per tal d'obtenir un total acord amb els experiments, es fa necessari incloure termes relativistes i la interacció òrbita-spin, tots dos només importants per a àtoms pesants. En tots aquests enfocaments, a més de l'elecció del mètode, és necessari triar un conjunt base. Aquest és un conjunt de bases, normalment centrat al voltant dels diferents àtoms de la molècula, els quals són usats per a expandir les òrbites moleculars amb el Ansatz CLOA. Els mètodes ab initio necessiten definir un nivell de teoria (el mètode) i un conjunt base.
Dins del model monoelectrònic, la funció d'ona Hartree-Fok ve descrita per una única configuració electrònica o determinant de Slater. Aquesta descripció és adequada per representar la naturalesa de l'estat fonamental de les molècules, en general a prop de les estructures d'equilibri dels sistemes. A partir d'aquesta referència única els mètodes químicoquàntics ab initio afegeixen els efectes de la correlació electrònica a través de procediments d'interacció de configuracions, pertorbatius o altres. Hi ha molts casos en què la descripció uniconfiguracional HF és inadequada per representar l'estructura electrònica del sistema, o per estudiar l'evolució del sistema químic en diferents regions de les superfícies d'energia potencial. Situacions típiques són l'estudi de la dissociació de l'enllaç químic, el càlcul l'estat electrònic excitat, la descripció de situacions degenerades entre estats, casos birradicalaris, estats de transició complexos, estructura electrònica en metalls de transició, lantànids o actínids, amb moltes capes electròniques properes en energia, etc. En aquestes situacions és necessari descriure els estats electrònics amb més d'una sola configuració electrònica a través dels mètodes multiconfiguracionals, el més conegut dels quals és el mètode CASSCF. En ells tant els coeficients de les configuracions com els coeficients dels orbitals moleculars s'optimitzen simultàniament. Una vegada més, serà necessari incloure la resta de la correlació electrònica a partir d'aquesta funció d'ona multiconfiguracional. L'ús de mètodes uniconfiguracionals en situacions que requereixen descripcions multiconfiguracionals dona lloc, en general, a greus defectes en els resultats.
L'energia molecular total pot ser avaluada com una funció de la geometria molecular, en altres paraules, l'energia potencial de superfície. Aquesta superfície pot ser usada per una reacció dinàmica. Els punts estacionaris de la superfície ens porten a la predicció de diferents isòmers i d'estructures de transició per a la conversió entre isòmers, però aquests poden ser determinats sense un coneixement acabat de la superfície completa.
Un objectiu especialment important, anomenat termoquímica computacional, és per calcular quantitats termoquímiques com ara l'entalpia de formació per a la precisió de químics. La precisió de químics és la precisió requerida per fer prediccions químiques realistes i es considera generalment que és 1 kcal/mol o 4 Kj/mol. Per assolir tal precisió de manera econòmica és necessari utilitzar una sèrie de mètodes post Hartree-Fok i combinar els resultats. Aquests mètodes són anomenats mètodes compostos de química quàntica.

### Mètodes del funcional de densitat
Els mètodes de la teoria del funcional de la densitat (DFT, de l'anglès Density Functional Theory) són sovint considerats per mètodes ab initio per determinar l'estructura electrònica molecular, fins i tot encara que molts dels més comuns funcionals usin paràmetres derivats de data empírica, o dels càlculs més complexos. Això significa que haurien de també ser anomenats mètodes semiempírics. És millor tractar-los com una classe per si sols. A DFT, l'energia total és expressada en termes de la densitat total en comptes de la funció d'ona. En aquest tipus de càlculs, hi ha un hamiltonià aproximat i una expressió aproximada per la densitat electrònica total. Els mètodes DFT poden ser molt precisos sota uns petits costos computacionals. L'inconvenient és que a diferència dels mètodes ab initio, no hi ha una manera sistemàtica de millorar els mètodes millorant la forma del funcional. Alguns mètodes combinen l'intercanvi de densitat de la funcional amb l'intercanvi de termes Hartree-Fok i són coneguts com a mètodes de funcional híbrid.

### Mètodes semiempírics i empírics
Els mètodes semiempírics de química quàntica estan basats en el formalisme de Hartree-Fok, però fan moltes aproximacions i obtenen un conjunt de paràmetres de dades empíriques. Són molt importants en química computacional per tractar grans molècules on el mètode complet de Hartree-Fok sense aproximacions és molt car. L'ús de paràmetres empírics apareix per permetre la inclusió d'alguns efectes de correlació en els mètodes.
Els mètodes semiempírics es basen sovint en els mètodes anomenats empírics on la part de dos electrons del hamiltonià no és explícitament inclosa. Per a sistemes {\displaystyle \pi }-electró, el mètode utilitzat és el de Hückel, proposat per Erich Hückel, i per a tots els sistemes d'electrons de valència, el mètode estès Hückel, proposat per Roald Hoffmann.

### Mecànica molecular
En molts casos, grans sistemes moleculars poden ser modelats satisfactòriament evitant per complet els càlculs requerits per la mecànica quàntica. Les simulacions de mecànica molecular, per exemple, utilitzen una sola expressió per l'energia d'un compost, com un oscil·lador harmònic. Totes les constants que apareixen a les equacions haurien de ser obtingudes per endavant mitjançant dades experimentals o càlculs ab initio.
La base de dades de compostos utilitzada per a la parametrització (el conjunt resultant de paràmetres i funcions és anomenat camp de força) és crucial per l'èxit dels càlculs de la mecànica molecular. Un camp de força parametritzat versus una classe específica de molècules, per exemple proteïnes, s'espera que tingui alguna rellevància quan descrigui a altres molècules de la mateixa classe.
Aquests mètodes poden ser aplicats a proteïnes i altres grans molècules biològiques, i permet l'estudi dels enfocaments i interaccions (acoblament) de potencials fàrmacs.

### Mètodes per a cossos sòlids
Mètodes de química computacional poden ser aplicats a problemes de física de l'estat sòlid. L'estructura electrònica d'un vidre és en general descrita per una estructura de banda, la qual defineix l'energia dels orbitals electrònics per cada punt a la zona Brillouin. Càlculs ab initio i semiempírics proporcionen energia orbital, per tant poden ser aplicats a càlculs d'estructures de banda. Atès que es tracta del consum de temps per calcular l'energia en una molècula, és encara més el temps de consum per a calcular per a la llista completa de punts a la zona de Brillouin.

### Dinàmica química
Una vegada que les variables electròniques i nuclears són separades (sota la representació de Born-Oppenheimer) en l'enfocament temps dependent, el paquet d'ones corresponents als graus de llibertat nuclears és propagat mitjançant un operador d'evolució de temps associat a l'equació de Schrödinger dependent del temps (per al hamiltonià molecular complet). A la part complementària de l'enfocament energia-dependent, l'equació de Schrödinger dependent del temps és resolta utilitzant la teoria de dispersió. El potencial representant les interaccions interatòmiques és donat per l'energia potencial de superfície. En general, l'energia potencial de superfície estan unides mitjançant termes d'acoblament vibrònic.
Els mètodes més populars per a la propagació de paquets d'ona associats a la geometria molecular són:
- La tècnica de l'operador de divisió,
- El mètode de multiconfiguración Hartree dependent del temps i
- Els mètodes semiclàssics.

La dinàmica molecular (DM) examina (usant les lleis de Newton) el comportament dels sistemes dependents del temps, incloent-hi vibracions o moviment Brownià, usant una descripció de mecànica clàssica. DM combinada amb la teoria del funcional de la densitat condueix al mètode Car-Parrinello.

## Interpretació de funcions d'ones moleculars
El model d'àtoms en molècules desenvolupat per Richard Bader, va ser desenvolupat amb la finalitat d'unir efectivament la imatge de la mecànica quàntica d'una molècula, com una funció d'ona electrònica als models més vells químicament més utilitzats, com ara la teoria del parell d'electrons de Lewis i la teoria de la unió de valència. Bader ha demostrat que aquests empíricament models útils estan connectats amb la topologia de la densitat de càrrega quàntica. Aquest mètode millora en l'ús a l'anàlisi de població de Mulliken.

## La química computacional en Catalunya
Catalunya és una potència científica en aquesta disciplina. No sols existeixen grups de recerca en la matèria en pràcticament totes les universitats catalanes (molts d'aquests investigadors amb un altíssim índex d'impacte), sinó que també existeixen diverses empreses especialitzades.
Algunes institucions especialitzades a química computacional són:
- Bioinformatics Barcelona (BiB)
- Centre de Regulació Genòmica (CRG)
- Centre Nacional d'Anàlisi Genòmica (CNAG)
- Barcelona Supercomputing Center - Centro Nacional de Supercomputación (BSC-CNS)
- Institut de Recerca Biomèdica (IRB)
- Institut Hospital del Mar d'Investigacions Mèdiques (IMIM)
- Programa de Recerca en Informàtica Biomèdica (GRIB)

Algunes empreses del país són:
- Anaxomics
- aScidea
- Intelligent Pharma
- Lead Molecular Design
- QGenomics
- Acellera

Alguns investigadors de prestigi internacional a l'àmbit calanoparlant són:
- Patrick Aloy
- Modesto Orozco
- Ferran Sanz Carreras
- Miquel Pons i Vallès
- Juan Fernández-Recio

## Altres referències
- Christopher J. Cramer. Essentials of Computational Chemistry. John Wiley & Sons, 2002.
- T. Clark. A Handbook of Computational Chemistry. Wiley, New York, 1985.
- R. Dronskowski. Computational Chemistry of Solid State Materials. Wiley-VCH, 2005.
- F. Jensen. Introduction to Computational Chemistry. John Wiley & Sons, 1999.
- D. Rogers. Computational Chemistry Using the PC, 3rd Edition. John Wiley & Sons, 2003.
- A. Szabo i N.S. Ostlund. Modern Quantum Chemistry. McGraw-Hill, 1982.
- D. Young. Computational Chemistry: A Practical Guide for Applying Techniques to Real World Problems. John Wiley & Sons, 2001.
- David Young. Introduction to Computational Chemistry. Cytoclonal Pharmaceutics Inc.